# Caetano de Thiene
Caetano de Thiene (em italiano:  Gaetano di Thiene; Vicenza, outubro de 1480 — Nápoles, 7 de agosto de 1547) foi um sacerdote católico italiano,  beatificado em 8 de outubro de 1629 pelo papa Urbano VIII  canonizado em 1671 pelo papa Clemente X. Ele fundou em Roma a congregação de clérigos regulares chamados Teatinos. É conhecido como Santo da Providência, Patrono do pão e do trabalho. É padroeiro dos gestores administrativos, assim como das pessoas que buscam trabalho e dos desempregados. A festa de São Caetano é celebrada pelos católicos no dia 7 de agosto.
Predisposto à piedade por sua mãe, ele estudou Direito em Pádua, recebendo seu grau como utriusque Juris Doctor (ou seja, em direito civil e canônico), aos 24 anos. Em 1506 ele trabalhou como diplomata para o Papa Júlio II com quem ele ajudou a conciliar a República de Veneza. Tornou-se sacerdote em 1516.
Recorde de Vicenza, no ano seguinte da morte de sua mãe, ele fundou aí um hospital de incuráveis. Seus interesses eram tão ou mais voltados para a cura espiritual do que ao corpo. Ele formou um grupo que combinava o espírito de monaquismo com os exercícios do ministério ativo. A morte do Papa Júlio em 1523 levou-o a se retirar do Tribunal do Papa, fundando uma ordem com base nesses ideais, o Oratório do Amor Divino.
No dia de 24 de Junho de 1524 foi erigida canonicamente e confirmação  definitiva se deu em 1532. Caetano estava convencido de que a Igreja necessitava lutar contra a Reforma Protestante e servir aos mais pobres. A fundação da Ordem dos Clérigos Regulares tinha como objetivo renovar o espírito e a essência missionária dos sacerdotes. Sua como regra  dizia que não deviam possuir nada, nem deviam pedir nada. Viver unicamente das ofertas que os fies lhes oferecessem espontaneamente. 
Um de seus quatro companheiros era Giovanni Pietro Carafa , o Bispo de Chieti, eleito primeiro superior da ordem, que mais tarde se tornou o Papa Paulo IV. A partir do nome da cidade de Chieti (em latim Theate), surgiu o nome pelo qual a ordem é conhecida, os "Teatinos". A ordem cresceu num ritmo bastante lento: havia apenas doze teatinos durante o saque de Roma em 1527. Esse evento é dito ter visto eles assediado por forças anticatólicas, fazendo com que eles fugissem para Veneza, onde Caetano conheceu São Jerônimo Emiliani, a quem ajudou na criação de sua Congregação dos Clérigos Regulares. Em 1533 ele fundou uma casa em Nápoles, que ajudou aqueles que pretendiam verificar os avanços do luteranismo. O ano de 1540 encontrou-se novamente em Veneza e de lá ele estendeu seu trabalho para Verona.